# Superxhiro
Superxhiro är ett musikalbum av sångerskan Aurela Gaçe. Albumet släpptes år 2001 och blev då hennes fjärde studioalbum. Albumet släpptes liksom Gaçes tre tidigare album av skivbolaget Shqipja 2000. Likt hennes tidigare album är alla dess låtar framförda på albanska. På albumet har låtskrivare och kompositörer som Adrian Hila, Jorgo Papingji, Elton Deda och Sokol Marsi varit centrala. Albumet fick en efterföljare först sju år senare, då Gaçe gjorde comeback med skivan "Mu thanë sytë".

## Låtlista
| Nr | Titel                   | Längd |
| -- | ----------------------- | ----- |
| 1. | Cimica                  | 5:24  |
| 2. | Super xhiro             | 3:48  |
| 3. | Bullafiqja              | 3:09  |
| 4. | Po përse                | 4:49  |
| 5. | Nuk të gjykoj           | 5:35  |
| 6. | Jetojmë të njëjtën kohë | 3:41  |
| 7. | Lypësi                  | 4:37  |
| 8. | Fama                    | 3:47  |
| 9. | Emri                    | 4:38  |